# Линдли, Фрэнсис
Фрэ́нсис О́свальд Ли́ндли (в других источниках — Линдлей) (англ. Francis Oswald Lindley; 12 июня 1872 — 17 августа 1950) — британский дипломат. Поверенный в делах Великобритании в России в 1918—1919 годах, верховный комиссар и посол Великобритании в Австрии в 1919—1921, посол в Греции в 1922—1923 годах, в Норвегии в 1923—1929 годах, в Португалии в 1929—1931 годах и в Японии в 1931—1934 годах. Входил в Тайный совет Великобритании с 1929 года. Председатель Англо-Японского общества в Лондоне в 1935—1949 годах.

## Начало карьеры
Фрэнсис Освальд Линдли являлся младшим сыном барона Натаниэля Линдли, занимавшего различные ответственные должности в структурах управления Британской империи.
Обучался в Винчестерском колледже и Колледже Магдалены при Оксфордском университете, получив степень бакалавра искусств.
В октябре 1896 года поступил на дипломатическую службу в качестве атташе. Однако несмотря на заслуги отца и аристократическое происхождение, более 20 лет находился на самых нижних ступенях дипломатической лестницы:9. В 1897 году стал служащим в Форин-офис. В 1899 году назначен исполняющим обязанности Третьего секретаря в Вене. В 1900—1901 годах служил в Тегеране. В 1902 году повышен в должность Второго секретаря дипломатической службы.
12 января 1903 года женился на Этельдреде Мэри Фрейзер.
В 1902—1905 годах работает в Египте. В 1905—1908 годах занимает должность второго секретаря посольства в Токио. В 1909 году назначен первым секретарём дипломатической службы. В 1909—1911 годах работал в Софии, а в 1912—1915 годах — в Христиании. В июле 1915 году получил приглашение на должность советника британского посольства в Петрограде. Поскольку этот пост был повышением по службе, в возрасте 43 лет, Ф. О. Линдли отправляется в столицу Российской империи:3-4.

## Служба в России
Будучи советником британского посольства в Петрограде довольно быстро становится правой рукой посла Джорджа Бьюкенена:3-4. Все происходящие события записывает в дневник, чтобы на основе его составить мемуары. 25 декабря 1917 (7 января 1918) года Дж. Бьюкенен покинул революционную Россию, а Ф. О. Линдлей, по его собственному выражению «остался за главного»:78. С этого времени он становится поверенным в делах Великобритании в России, что для него знаменовало колоссальный служебный рост. Однако эта должность была сопряжена не только с личной ответственностью, но и фактическим отсутствием дипломатического иммунитета в непризнанной Советской России.
В начале марта 1918 года покидает Россию и в течение 2 месяцев проводит время на родине. Однако в конце мая 1918 года вновь был отправлен в Россию в прежней должности поверенного в делах Британской империи, а в июне 1918 года назначен комиссаром Его Величества в России. Первоначально остановился в оккупированном английскими войсками Мурманске, а в июле 1918 года через Архангельск направился в Вологду, где на тот момент размещался дипломатический корпус:6.
В Вологде провёл ряд важных совещаний по политическим вопросам со старыми коллегами по службе в Петрограде, итогом, которой стало изменение планов: отказ от поездки в Москву и возвращение в Архангельск. Также находясь в Вологде принимает активное участие в осуществлении антибольшевистского переворота, организации интервенции и управления независимой от большевиков Северной области:6.
24 июля 1918 года под давлением большевиков дипломатический корпус покинул Вологду и Ф. О. Линдли отправился в Архангельск. В начале 1919 года назначен Генеральным консулом Британской империи в России. Однако весной 1919 года в связи с подготовкой к эвакуации союзных войск миссия Ф. О. Линдли в России завершилась. Он отбыл в Англию и продолжил службу на дипломатическом поприще. Служба в России позволила ему войти в элиту британской дипломатии:7.

## Дальнейшая дипломатическая карьера
В 1919 году возглавил посольский офис Великобритании в Австрии, с которой до этого дипломатические отношения в связи с Первой мировой войной были разорваны: в 1919—1920 годах — в должности верховного комиссара, а в 1920—1921 — в должности посла Великобритании в Австрии. В 1922—1923 годах возглавил посольство Великобритании в Греции. В 1923—1929 годах работал посланником Великобритании в Норвегии. В 1929 назначается послом Соединённого королевства в Португалии, где пребывает до 1931 года. Затем следует важнейший дипломатический пост — посол Великобритании в Японии — который он занимал в 1931—1934 годах. Начало 1930-х годов было ознаменовано повышенной военной и политической активностью Японии в Китае и Юго-Восточной Азии. Разразился Маньчжурский кризис, который привёл к захвату Северо-Восточной части Китая, созданию марионеточного государства Маньчжоу-го и обострению противоречий в регионе. Собственная позиция Ф. О. Линдли не удовлетворяла ни британское правительство, ни японских политиков. В этой связи 28 апреля 1934 года Ф. О. Линдли покидает Токио. На этом, после прощального приёма в резиденции короля Георга V, его дипломатическая карьера заканчивается:7-8.

## Поздние годы
После своей отставки поселился в Олсфорде (графство Гэмпшир) и был назначен мировым судьёй графства. Кроме того был председателем клуба рыбаков Гэмпшира. Будучи хорошо знакомым с главным редактором газеты «The Times» Джефри Даусоном, Ф. О. Линдли начинает активно сотрудничать с этим изданием. Его перу принадлежат материалы постоянной колонки, где публикуются статьи о международном положении в Испании и Португалии, в связи с политическими переменами в этих странах, роли Лиги Нации, а также статьи о Японии:8. В 1935 году Ф. О. Линдли возглавил Англо-Японское общество в Лондоне. Это стало его основным делом в последние годы. Он продолжал руководить организацией до 1949 года, несмотря на войну:8. В 1949 году умирает его супруга Этельдреда Мэри, а 17 августа 1950 года скончался и сам Ф. О. Линдли.

## Звания
- Командор Ордена Британской Империи (1917)
- Кавалер Ордена Бани (1919)
- Член Тайного Совета Британской империи (1929)
- Рыцарь-командор Ордена Святого Михаила и Святого Георгия (1926)
- Рыцарь Великого Креста Ордена Святого Михаила и Святого Георгия (1939)

## Семья
- Отец — Натаниэль Линдли[англ.] (1828-1921).
- Мать — Сара Кэтрин Тил (1831-1912)

- Жена — Этельдреда Мэри Фрейзер (1872-1949), третья дочь шотландского лорда Ловата Саймона Фрейзера[англ.]. Скончалась в 1949 году.
- Дети[4]:
  - Сара Кэтрин Йорк (ум. 1965)[5]].
  - Бриджит Мэри МакИвн (ум. 1971)[6].
  - Мэри Этельдреда Кесвик (1911-2009).
  - Элис Морланд (ум. 1995), с 1932 года была замужем за Оскаром Морландом

Внуки:
- Джон Чипэндейл Кесвик (Чипс Кесвик) — сын Мэри Этельдреды. Банкир, финансист, меценат[3]:3-4, совладелец и президент[7] футбольного клуба «Арсенал»[8].